# گوستاو الگرن
گوستاو الگرن (انگلیسی: Gustav Almgren; ۶ نوامبر ۱۹۰۶ – ۳۱ اوت ۱۹۳۶) ورزشکار شمشیربازی اهل سوئد بود.
وی در مسابقات کشوری و بین‌المللی در مجموع برندهٔ ۱ مدال نقره شده‌است.